# Công nghiệp tiệc cưới tại Hoa Kỳ

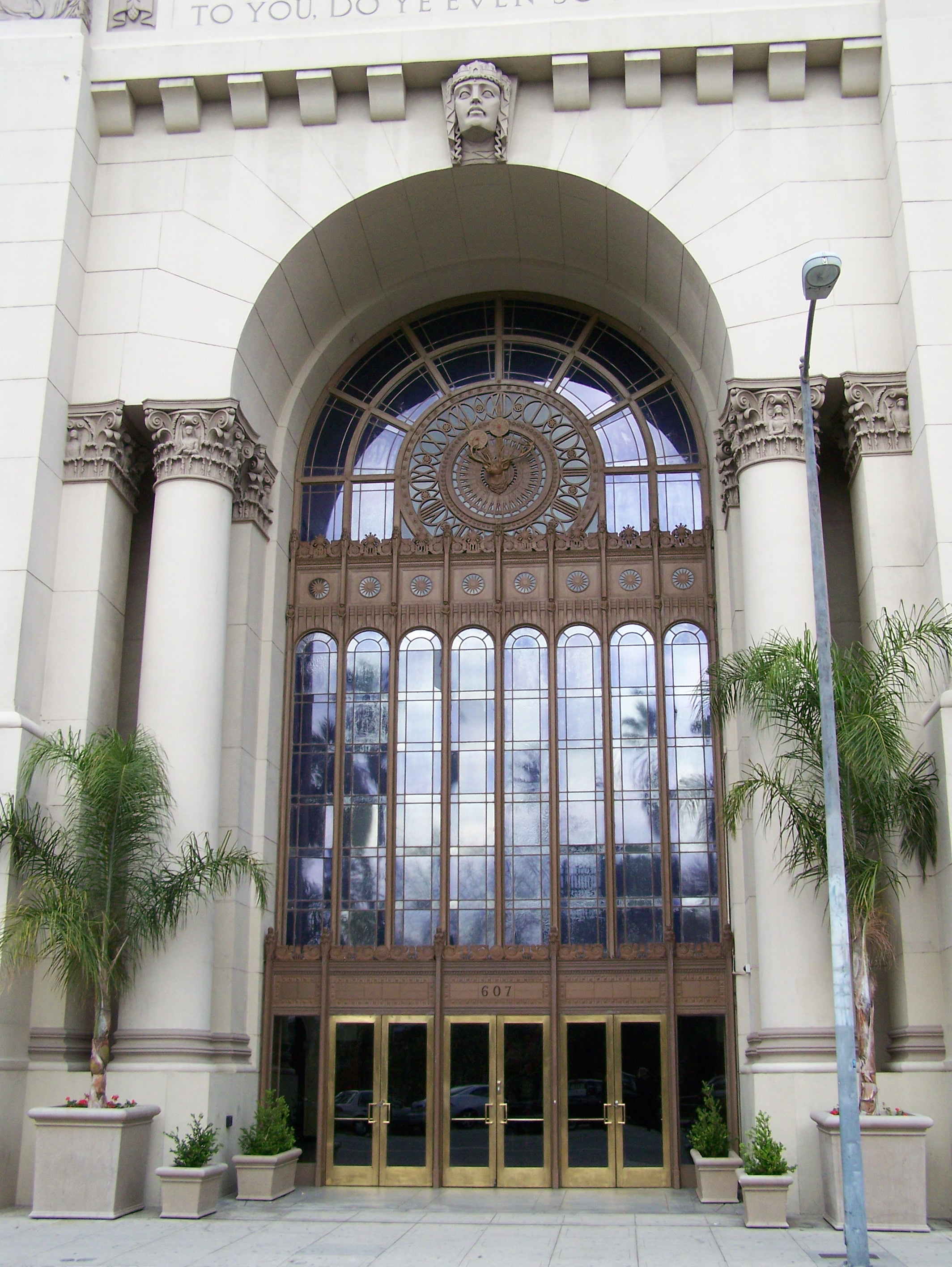
Trung tâm hội nghị tiệc cưới Park Plaza Hotel tại thành phố Los Angeles, bang California, Hoa Kỳ

Ngành công nghiệp tiệc cưới tại Hoa Kỳ bao gồm các nhà cung cấp sản phẩm hàng hóa và dịch vụ cho các lễ cưới tại Hoa Kỳ, đảm nhiệm toàn bộ các công việc từ A-Z. Hàng năm tại Mỹ, có xấp xỉ 2,5 triệu đám cưới được cử hành. Ngành công nghiệp tiệc cưới Hoa Kỳ ước tính trị giá 53,4 tỷ đô tính đến năm 2013. Bài viết dưới đây cung cấp cái nhìn toàn cảnh ở mặt xã hội học về cái cách mà ngành công nghiệp đám cưới vận hành như thế nào tại Mỹ, các yếu tố văn hóa-xã hội của sự kiện tiệc cưới cũng như quá trình nó trở thành gã khổng lồ kinh tế được người ta nhìn nhận hiện nay. Bài viết này cũng sẽ thảo luận về các nhân tố trong quá trình tổ chức tiệc cưới tạo ra doanh thu chủ yếu cho nhiều doanh nghiệp, tập đoàn lớn mỗi năm. Ở đây bao gồm trang phục, bánh kem, hoa tươi, thiệp mời, âm nhạc, ánh sáng, chương trình cùng nhiều yếu tố khác là một phần nằm trong hôn lễ, ăn uống cưới hỏi, tuần trăng mật và tiệc chia tay độc thân.